# Hymenodictyon louhavate
Hymenodictyon louhavate är en måreväxtart som beskrevs av Anne-Marie Homolle. Hymenodictyon louhavate ingår i släktet Hymenodictyon och familjen måreväxter.
Artens utbredningsområde är Madagaskar. Inga underarter finns listade i Catalogue of Life.